# Фуллер, Александра
Александра Фуллер (англ.  Alexandra Fuller, 1969, Глоссоп, Дербишир) — африканская писательница и журналистка британского происхождения.

## Биография
Родилась в Великобритании, в двухлетнем возрасте переехала с родителями в Южную Родезию. Училась в Хараре. Кроме Зимбабве, жила в Малави и Замбии, где встретила своего будущего мужа, американского инструктора по рафтингу. В 1994 они покинули Африку и поселились в Вайоминге, где живут с их тремя детьми. Фуллер окончила Университет Акадия, получила степень бакалавра.
Дебютировала в 2001 книгой о своем африканском детстве Не подходите к собакам сегодня ночью. Её статьи, очерки, новеллы регулярно публикуются в The New Yorker, National Geographic, The New York Times, The Guardian, Financial Times, Granta и др.
Постоянно приезжает в Африку, где в Замбии живёт её родительская семья.
Лауреат премии Уинифред Холтби (2002).

## Книги
- Не подходите к собакам сегодня ночью: детство в Африке/ Don’t Let’s Go to the Dogs Tonight: An African Childhood (2001, Winifred Holtby Memorial Prize, финалист премии газеты The Guardian за первую книгу; фр., дат., порт. пер. 2002, исп. и голл. пер. 2003, серб. пер. 2008, итал. пер. 2010)
- Вычесывая кошку: путешествия с африканским солдатом/ Scribbling the Cat: Travels with an African Soldier (2004, Lettre Ulysses Award; фр. и финн. пер. 2005, нем. пер. 2006)
- Легенда о Колтоне Брайанте/ The Legend of Colton H. Bryant (2008, голл. пер. 2008, итал. пер. 2009, фр. пер. 2010)
- Час коктейля под деревом забвения/ Cocktail Hour Under The Tree of Forgetfulness (2011, автобиографическая книга о матери; переизд. 2012, фр. и нем. пер. 2012)

## Признание
Почетный доктор Университета Акадия (2007).